# Distance de visibilité
Pour les articles homonymes, voir Visibilité (homonymie).
La distance de visibilité est la distance à laquelle les véhicules sur une route doivent maintenir avec un obstacle ou un changement de direction de la route afin de pouvoir réagir à temps lors d'une manœuvre. Elle dépend généralement de la vitesse pratiquée, du temps de réaction, variable selon le type d'événement et selon le type de réaction (au volant, aux pédales, etc.), et de la distance nécessaire à la manœuvre (freinage, modification de trajectoire, démarrage, etc.).

## Vitesses et visibilité
Pour rendre compte des vitesses pratiquées par les usagers, on utilise au niveau international la vitesse V85 en dessous de laquelle roulent 85 % des usagers, en condition de circulation fluide. Cette vitesse est fonction des caractéristiques géométriques du site, particulièrement des courbes et des rampes. Ainsi pour une route à deux voies :
- Vitesse V85 en fonction du rayon : V85= 92/(1+346/R1,5)

- Vitesse V85 en fonction de la rampe (>250 m) : V85= 92/(1+0,31/p²)

La vitesse V85 à prendre en compte peut être écrêtée au niveau de la limitation de vitesse (90 km dans le cas général) sauf pour ce qui est du calcul de la visibilité au niveau des accès et carrefours.

## Visibilité sur un virage
Le conducteur doit disposer à l'approche du virage d'une visibilité telle qu'il puisse percevoir le virage et modifier son comportement (trajectoire, éventuellement vitesse) à temps.
La distance nécessaire peut être estimée dans les cas courants à une distance correspondant à 3 secondes parcourues à la vitesse V85 pratiquée en amont du virage (au point considéré), soit
avec V85 est exprimée en m/s.
Cette distance est mesurée entre le point d'observation : l'œil du conducteur (hauteur 1m, 2 m du bord droit de la chaussée) et le point observé (hauteur 0 m sur l'axe de la chaussée au début de la partie circulaire du virage).

## Visibilité sur un obstacle situé sur la chaussée
Il est nécessaire d'assurer la visibilité à une distance permettant au conducteur de s'arrêter avant un "obstacle" (véhicule arrêté, piéton, etc). La distance de visibilité doit être supérieure à la distance d'arrêt.
La distance d'arrêt d est composée de la distance de freinage (distance parcourue pendant l'action de freinage qui fait passer la vitesse de V85 à 0 dans des conditions conventionnelles de chaussée mouillée) augmentée de la distance de perception-réaction, distance parcourue pendant le temps de réaction (pris égal à 2 secondes dans le cas d'une réaction de freinage devant un obstacle inattendu).
En courbe, la distance de freinage est majorée de 25 %.

### En France

#### Mesure de la distance
La distance est mesurée entre l'œil du conducteur (hauteur 1m, 2m du bord de la chaussée) et l'obstacle fixe potentiel sur la chaussée.
En fonction du type de route, il appartient au concepteur de déterminer la hauteur de l'obstacle à prendre en compte. Généralement c'est la hauteur du feu arrière le plus favorable d'un véhicule arrêté sur la chaussée qui est prise en compte (minimum réglementaire : 0,35m) mais pour des cas spécifiques tels que les zones à chute de pierres, cette hauteur peut être ramenée à 0,15m.
Sur routes à deux fois deux voies dénivelées, dans la mesure où le risque principal porte sur la présence d'un véhicule arrêté sur la chaussée, l'ICTAAL a retenu la hauteur des feux arrière des véhicules, et, à partir d'une étude spécifique sur les véhicules circulant sur ce type de réseau, a retenu une hauteur de 0,60m au lieu des 0,35m habituels.

#### Valeur de la distance d'arrêt en alignement
La distance d'arrêt retenue en France pour la conception des routes est, en fonction des vitesses V85, la suivante :
| V85                       | km/h | 20   | 30   | 40 | 50 | 60 | 70 | 80  | 90  | 100 | 110 | 120 | 130 |
| ------------------------- | ---- | ---- | ---- | -- | -- | -- | -- | --- | --- | --- | --- | --- | --- |
| d (alignement)            | m    | 15   | 25   | 35 | 50 | 65 | 85 | 105 | 130 | 160 | 195 | 230 | 280 |
| d (en courbe de rayon<5V) | m    | 15,5 | 26,5 | 40 | 55 | 72 | 95 | 121 | 151 | 187 | --  | --  | --  |

#### Valeur de la distance d'arrêt en courbe ou en cas de masques
Dans l'intérieur des courbes, si les dégagements latéraux souhaitables pour assurer la visibilité à la distance d'arrêt conduisent à des coûts démesurés, on cherchera à obtenir une distance de visibilité correspondant à la distance d'arrêt en ligne droite.
Par ailleurs, si les dégagements latéraux souhaitables pour assurer la visibilité à la distance d'arrêt conduisent à des terrassements démesurés, on peut envisager de réduire ces dégagements à une valeur en aucun cas inférieure à 3 m, comptée à partir du bord de la chaussée, et assurant une visibilité permettant une manœuvre d'évitement latéral de l'obstacle. On a alors :
 
avec V85 est exprimée en m/s.
Dans tous les cas, lorsque la visibilité correspondant à la distance d'arrêt en courbe n'est pas offerte, il convient de prévoir une réduction locale de la vitesse limite autorisée.

### Comparaison entre normes
La distance d'arrêt est fonction du coefficient de frottement longitudinal, lui-même variable selon la vitesse. Le frottement longitudinal a été calculé en tenant compte de conditions défavorables fréquentes, comme une chaussée mouillée et des pneus usés. Or ce coefficient est variable selon les normes des différents pays. Il varie ainsi de 0,31 à 0,46 pour la France et de 0,28 à 0,38 pour le Canada, ce qui donne des distances d'arrêt différentes et nettement plus longues pour le Canada :
| Pays         | Vitesse de conception (en km/h) | Vitesse de conception (en km/h) | Vitesse de conception (en km/h) | Vitesse de conception (en km/h) | Vitesse de conception (en km/h) | Vitesse de conception (en km/h) |
|              | 80                              | 90                              | 100                             | 110                             | 120                             | 130                             |
| ------------ | ------------------------------- | ------------------------------- | ------------------------------- | ------------------------------- | ------------------------------- | ------------------------------- |
| France       | 105                             | 130                             | 160                             | 195                             | 230                             | 280                             |
| Canada       | 140                             | 170                             | 200                             | 240                             | 290                             | N/A                             |
| U.N.E.S.C.O. | 110                             | 133                             | 156                             | 180                             | -                               | -                               |

## Visibilité dans un carrefour plan ordinaire ou dans un accès
L'usager de la route non prioritaire ou de l'accès doit disposer du temps nécessaire pour s'informer de la présence d'un autre usager sur la route prioritaire, décider de sa manœuvre, démarrer et réaliser sa manœuvre de traversée, avant qu'un véhicule prioritaire initialement masqué ne survienne.
Il est nécessaire pour cela qu'il voit à une distance correspondant à 8 secondes (de préférence, sinon 6 s constitue un minimum impératif) à la vitesse V85 pratiquée sur la route principale. Soit :
Sur une route à 3 voies, ou à deux fois deux voies comportant un aménagement central (d'une largeur n'excédant pas 5 ou 6 m), ces valeurs sont à porter respectivement à 9 et 7 secondes).
avec V85 est exprimée en m/s.

## Visibilité pour le dépassement
Ce point concerne les aménagements nouveaux de routes à 2 voies, ou les routes à 3 voies dont la voie centrale n'est pas affectée à un sens de circulation.
En pratique, seules les distances de visibilité de l'ordre de 500 m et plus permettent d'assurer, pour un pourcentage appréciable (30 à 50 %) des situations (vitesses relatives des véhicules en présence, etc.), des possibilités de dépassement sûr.
Il est raisonnable de chercher à assurer de telles distances de visibilité (> 500 m) sur une proportion d'au moins 25 % de la longueur du projet (en évitant si possible de concentrer ces 25 % sur une seule section du tracé). En dehors de ces zones, aucune contrainte relative à la visibilité de dépassement n'est à prendre en compte.
Cet objectif (visibilité supérieure à 500 m sur 25 % du tracé) requiert en général un pourcentage d'alignements droits beaucoup plus important, les alignements droits pouvant souffrir de limitations de visibilité du fait du profil en long (ou contenir des carrefours avec aménagement central où le dépassement n'est pas possible).
Lorsque la proportion de 25 % n'est pas atteinte, des créneaux de dépassement peuvent permettre d'offrir des possibilités complémentaires pour le dépassement.

## Autres éléments à prendre en compte
Il convient également de prendre en compte :
- les masques latéraux

Tout objet situé dans l’environnement de la route à proximité d’un virage (panneaux, talus, arbres, cultures, etc) est susceptible de masquer la visibilité. Le gestionnaire ne maîtrisant souvent pas l’évolution de cet environnement, il convient d’en faire l’hypothèse systématique excepté dans les cas où l’apparition de masques à terme semble improbable (présence d’un ravin, d’un plan d’eau, etc).
On définit alors un triangle de visibilité et le gestionnaire peut imposer une servitude de visibilité.
- Les éléments convexes (rayon en angle saillant) du profil en long ;
- Les masques mobiles en courbe à droite.

### Sources
- Aménagement des Routes Principales - Recommandations pour la conception et la géométrie de la route - SETRA - 1994,
- [PDF] Comprendre les principaux paramètres de conception géométrique des routes » - Sétra – janvier 2006.